# Patsch (Tirol)
Patsch is een gemeente in het district Innsbruck Land van de Oostenrijkse deelstaat Tirol.

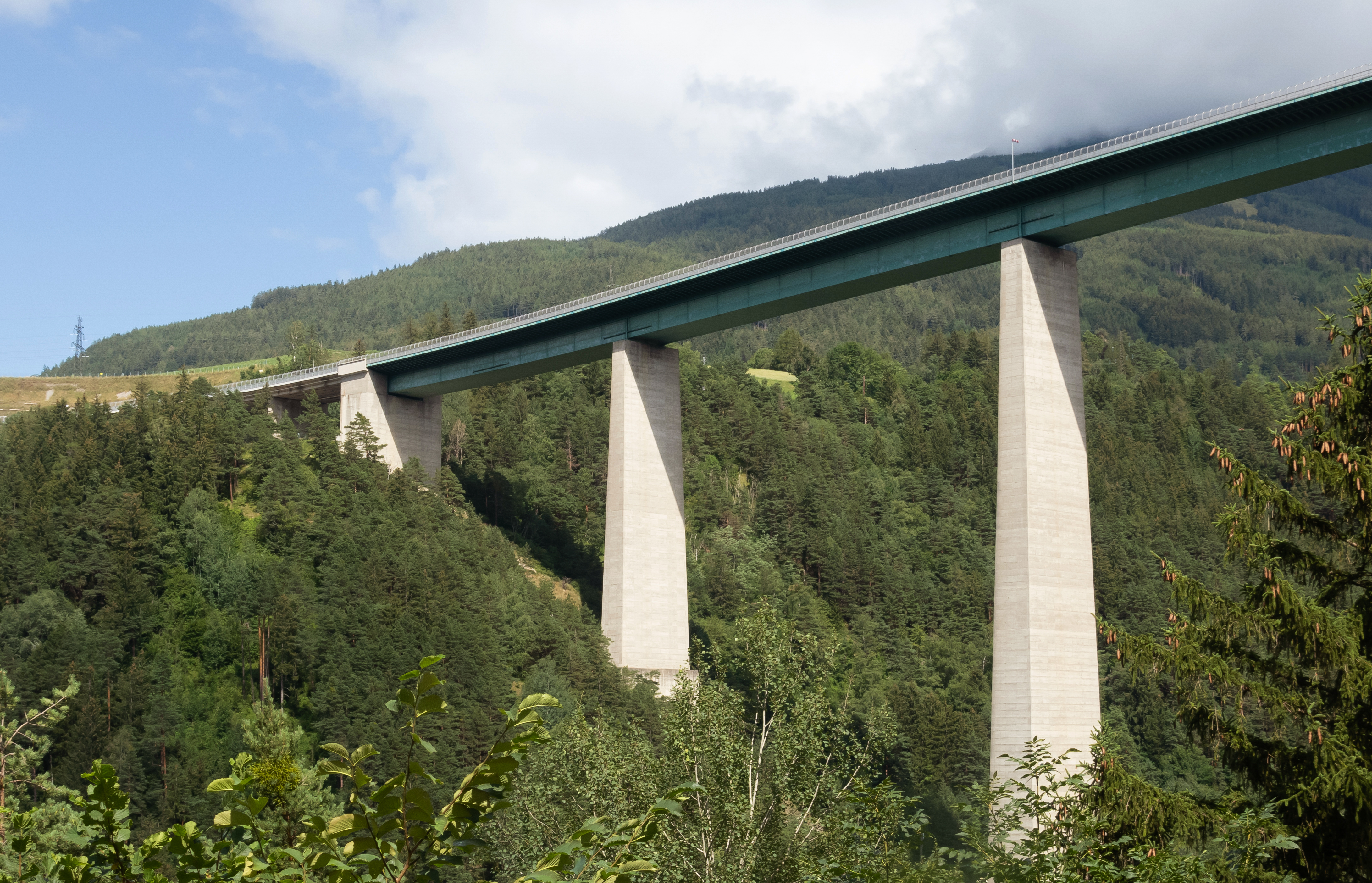
De Europabrug vanaf Unterberg

Patsch ligt op een middelgebergteterras aan de ingang van het Wipptal, aan de voet van de Patscherkofel, ten zuiden van Innsbruck. Tot het gemeente behoren naast het aan de oude zoutstraat gelegen kerkdorp ook nog de kernen Kehr, Rinnerhöfe, Sillwerk, Ruggschrein, Ahren en Bahnhof. Het hoogste punt van de gemeente is de 2246 meter hoge Patscherkofel. In Ruggschrein was vroeger een tolhuis aan de belangrijke zoutstraat die liep van Hall in Tirol naar Matrei am Brenner.
Patsch is bereikbaar via de Brenner Autobahn en via een weg vanuit het zuidwestelijke middelgebergte vanuit Igls en Ellbögen. Het treinstation Patsch aan de Brennerspoorlijn ligt ongeveer 200 meter buiten de dorpskern, in de kloof van de rivier de Sill. Een belangrijk bouwwerk in de gemeente is de Europabrug, die het Wipptal overspant.

## Geschiedenis
Patsch is het oudste dorp van het zuidelijke middelgebergte en werd rond 1200 voor het eerst als Patsche en Pats vermeld. De vele Retoromaanse veldnamen tonen echter aan dat het gebied al veel langer bewoond wordt. Reeds voor de komst van de Romeinen lag het aan een belangrijke verkeersweg. Dat deze verkeersweg ook in de Middeleeuwen als zoutstraat van Hall naar het zuiden veelvuldig werd bereisd, werd aangetoond door de vondst van een met stenen geplaveide weg met diepe spoorvorming die bij graafwerkzaamheden aan het daglicht kwam. De stenen werden overigens na deze werkzaamheden ten noorden van de Patscher basisschool op oorspronkelijke wijze teruggelegd.
In de vroege Middeleeuwen was het dorp het middelpunt van een marktcoöperatie en een moederparochie. Bij Zollerhof werd tol geheven voor de zoutstraat. Direct aan de oude Romeinse weg was het gasthuis Bär gelegen, dat reeds in de 12e eeuw een belangrijk handels- en ruststation vormde voor kooplieden. Hier namen de Tiroolse vrijheidsstrijders Andreas Hofer en Josef Speckbacher in 1809 diverse malen hun strategieën door.
In 1256 viel het dorp ten deel aan het sticht Wilten. De parochiekerk St. Donatus brandde in 1399 geheel af, toen een groot deel van het dorp door brand werd verwoest. In 1479 werd de huidige kerk in gotische stijl gebouwd, in 1767 werden barokke elementen toegevoegd. De herberg Grünwalderhof aan de straat naar Igls werd reeds rond 1500 vermeld. Voor de bouw van de Brennerspoorlijn tussen 1864 en 1867 moest de gemeente grote stukken grond afstaan, waarvoor zij ruimschoots werd vergoed. De in 1903 gebouwde krachtcentrale Obere Sill, gelegen op gemeentegebied van zowel als Patsch als Schönberg, was toentertijd de grootste krachtcentrale in Oostenrijk-Hongarije.
Absam · Aldrans · Ampass · Axams · Baumkirchen · Birgitz · Ellbögen · Flaurling · Fritzens · Fulpmes · Gnadenwald · Götzens · Gries am Brenner · Gries im Sellrain · Grinzens · Gschnitz · Hall in Tirol · Hatting · Inzing · Kematen in Tirol · Kolsass · Kolsassberg · Lans · Leutasch · Matrei am Brenner · Mieders · Mils · Mutters · Natters · Navis · Neustift im Stubaital · Oberhofen im Inntal · Obernberg am Brenner · Oberperfuss · Patsch · Pettnau · Pfaffenhofen · Polling in Tirol · Ranggen · Reith bei Seefeld · Rinn · Rum · St. Sigmund im Sellrain · Scharnitz · Schmirn · Schönberg im Stubaital · Seefeld in Tirol · Sellrain · Sistrans · Steinach am Brenner · Telfes im Stubai · Telfs · Thaur · Trins · Tulfes · Unterperfuss · Vals · Völs · Volders · Wattenberg · Wattens · Wildermieming · Zirl
- Gemeinsame Normdatei: 4115868-4
- Virtual International Authority File: 235070655